# Enterprise 2.0
Enterprise 2.0 betegner både specifikke softwareteknologier som f.eks. blogs og wikis, og samtidig organisatoriske strategier der f.eks. aktivt inddrager kunder i kommunikation og udviklingsaktiviter.   
Andrew P. MCaFee definerer i artiklen "Enterprise 2.0: The Dawn of Emergent Collaboration" (MIT SLoan Management Review, Spring 2006) 6 egenskaber ved Enterprise 2.0 teknologier: Search, Links, Authoring, Tags, Extensions, og Signals.